# SoftBank 831T
funfun.petit SoftBank 831T（ファンファン プチ ソフトバンク はち さん いち ティー）は、東芝が開発し、ソフトバンクモバイルが販売するW-CDMA通信方式の携帯電話端末。

## 対応サービス
| 主な対応サービス | 主な対応サービス       | 主な対応サービス   |
| ---------------- | ---------------------- | ------------------ |
| S!一斉トーク     | ホットステータス       | Yahoo!mocoa        |
| S!ループ         | S!タウン               | S!速報ニュース     |
| S!情報チャンネル | S!FeliCa               | PCサイトブラウザ   |
| 電子コミック     | S!アプリ（メガアプリ） | 着うたフル／着うた |
| アレンジメール   | S!アドレスブック       | 3Gお天気アイコン   |
| レコメール       | TVコール               | 世界対応ケータイ   |
| S!GPSナビ        | デルモジ表示           | ワンセグ           |
| 3G ハイスピード  | おなじみ操作           | ダブルナンバー     |
| 着デコ           |                        |                    |

## 特徴
同時期に発表された外観カバーなどを着せ替えできるSoftBank 830Tの姉妹モデルで、子供向け携帯電話であるコドモバイルシリーズのSoftBank 820T後継である。815Tや830Tと同様、「funfun」シリーズであり、外観デザインをアレンジできる。
子供向けモデルのため、830Tに搭載されている、ワンセグ、国際ローミング、Felica、Bluetooth、PCサイトブラウザ、インカメラが省かれ、代わりにワンタッチブザーや制限機能などが付いている。

## 歴史
- 2008年10月30日 - ソフトバンクモバイルより発表。
- 2008年12月12日 - 発売開始。